# Hardegsen
Hardegsen là một thị xã ở huyện Northeim, bang Niedersachsen, Đức. Đô thị này có diện tích 83,87 km². Đô thị này có cự ly khoảng15 km về phía tây nam của Northeim, và 15 km về phía tây bắc của Göttingen.